# C1QA
C1QA (англ. Complement C1q A chain) – білок, який кодується однойменним геном, розташованим у людей на короткому плечі 1-ї хромосоми.  Довжина поліпептидного ланцюга білка становить 245 амінокислот, а молекулярна маса — 26 017.
| 10         |  | 20         |  | 30         |  | 40         |  | 50         |
| ---------- |  | ---------- |  | ---------- |  | ---------- |  | ---------- |
| MEGPRGWLVL |  | CVLAISLASM |  | VTEDLCRAPD |  | GKKGEAGRPG |  | RRGRPGLKGE |
| QGEPGAPGIR |  | TGIQGLKGDQ |  | GEPGPSGNPG |  | KVGYPGPSGP |  | LGARGIPGIK |
| GTKGSPGNIK |  | DQPRPAFSAI |  | RRNPPMGGNV |  | VIFDTVITNQ |  | EEPYQNHSGR |
| FVCTVPGYYY |  | FTFQVLSQWE |  | ICLSIVSSSR |  | GQVRRSLGFC |  | DTTNKGLFQV |
| VSGGMVLQLQ |  | QGDQVWVEKD |  | PKKGHIYQGS |  | EADSVFSGFL |  | IFPSA      |

A: Аланін

C: Цистеїн

D: Аспарагінова кислота

E: Глутамінова кислота

F: Фенілаланін

G: Гліцин

H: Гістидин

I: Ізолейцин

K: Лізин

L: Лейцин

M: Метіонін

N: Аспарагін

P: Пролін

Q: Глутамін

R: Аргінін

S: Серин

T: Треонін

V: Валін

W: Триптофан

Задіяний у таких біологічних процесах як імунітет, вроджений імунітет, шлях активації комплементу, поліморфізм. 
Секретований назовні.